# بني عاصم (زاوية سيدي قاسم)
بني عاصم هي إحدى مشيخات المملكة المغربية، تتبع جغرافيا لإقليم تطوان وإداريًا لزاوية سيدي قاسم. يقدر عدد سكانها بـ 15540 نسمة حسب الإحصاء الرسمي للسكان والسكنى لسنة 2004.